# Шпанија на Светском првенству у атлетици у дворани 2012.
Шпанија је учествовала на Светском првенству у атлетици у дворани 2012. одржаном у Истанбулу од 9. до 11. марта четрнаести пут, односно учествовала је на свим првенствима до данас. Репрезентацију Шпаније представљало је 20 такмичара (14 мушкарца и 6 жена), који су се такмичили у десет дисциплина (9 мушких и 6 женске).
На овом првенству Шпанија није освојила ниједну медаљу. У табели успешности према броју и пласману такмичара који су учествовали у финалним такмичењима (првих 8 такмичара) Шпанија је са четири учесника у финалу делила 22. место са 11 бодова. Поред тога оборена су два национална и два лична рекорда сезоне.
| Плас. | Земља   | 1. место | 2. место | 3. место | 4. место | 5. место | 6. место | 7. место | 8. место | Бр. финал. | Бод. |
| ----- | ------- | -------- | -------- | -------- | -------- | -------- | -------- | -------- | -------- | ---------- | ---- |
| =17.  | Шпанија | 0        | 2        | 1        | 1        | 1        | 0        | 0        | 0        | 5          | 24   |

## Учесници
| Мушкарци: - Анхел Давид Родригез — 60 м - Mark Ujakpor — 400 м, 4 х 400 м - Антонио Мануел Реина — 800 м - Луис Алберто Марко — 800 м - Francisco Javier Abad — 1.500 м - Давид Бустос — 1.500 м - Виктор Гарсија — 3.000 м - Jackson Quiñónez — 60 м препоне - Давид Теста — 4 х 400 м - Самуел Гарсија — 4 х 400 м - Xavier Carrión — 4 х 400 м - Луис Фелипе Мелиз — Скок удаљ - Еусебио Касерес — Скок удаљ - Борха Вивас — Бацање кугле | Жене: - Исабел Масијас — 1.500 м - Паула Гонзалес — 3.000 м - Рут Беитија — Скок увис - Concepción Montaner — Скок удаљ - Патрисија Сарапио — Троскок - Урсула Руиз — Бацање кугле |  |

## Резултати

### Мушкарци
| Атлетичар             | Дисциплина   | Лични рекорд | Квалификације   | Квалификације | Полуфинале            | Полуфинале | Финале                | Финале       | Детаљи |
| Атлетичар             | Дисциплина   | Лични рекорд | Резултат        | Место         | Резултат              | Место      | Резултат              | Место        | Детаљи |
| --------------------- | ------------ | ------------ | --------------- | ------------- | --------------------- | ---------- | --------------------- | ------------ | ------ |
| Ангел Давид Родригез  | 60 м         | 6,60         | 6,64 КВ         | 1. у гр. 4    | 6,71                  | 4. у гр. 3 | Нису се квалификовали | 10 / 57 (61) |        |
| Mark Ujakpor          | 400 м        | 46,49        | 47,06 кв        | 4. у гр. 5    | 46,98                 | 3. у гр. 1 | Нису се квалификовали | 10 / 31 (32) |        |
| Антонио Мануел Реина  | 800 м        | 1:45,25 НР   | 1:50,02 КВ      | 1. у гр. 1    | 1:48,12               | 4. у гр. 1 | Нису се квалификовали | 9 / 32       |        |
| Луис Алберто Марко    | 800 м        | 1:47,13      | 1:50,13 кв      | 2. у гр. 3    | 1:48,12               | 3. у гр. 3 | Нису се квалификовали | 7 / 32       |        |
| Francisco Javier Abad | 1.500 м      | 3:39,90      | 3:40,55 кв      | 6. у гр. 2    |                       |            | 3:48,14               | 8 / 23       |        |
| Давид Бустос          | 1.500 м      | 3:40,23      | 3:43,66         | 7. у гр. 3    | Нису се квалификовали | 13 / 23    |                       |              |        |
| Виктор Гарсија        | 3.000 м      | 7:51,95      | 7:59,85         | 7. у гр. 2    | Нису се квалификовали | 17 / 21    |                       |              |        |
| Jackson Quiñónez      | 60 м препоне | 7,52 НР      | 7,83            | 3. у гр. 3    | Нису се квалификовали | 7,82       | 8. у гр. 1            | 14 / 29 (32) |        |
| Mark Ujakpor2         | 4 х 400 м    | 3:06,60 НР   | 3:10,51 КВ, НРС | 2. у гр. 1    |                       |            | 3:10,01 НРС           | 5 / 11 (12)  |        |
| Давид Теста           | 4 х 400 м    | 3:06,60 НР   | 3:10,51 КВ, НРС | 2. у гр. 1    |                       |            | 3:10,01 НРС           | 5 / 11 (12)  |        |
| Самуел Гарсија        | 4 х 400 м    | 3:06,60 НР   | 3:10,51 КВ, НРС | 2. у гр. 1    |                       |            | 3:10,01 НРС           | 5 / 11 (12)  |        |
| Xavier Carrión        | 4 х 400 м    | 3:06,60 НР   | 3:10,51 КВ, НРС | 2. у гр. 1    |                       |            | 3:10,01 НРС           | 5 / 11 (12)  |        |
| Луис Фелипе Мелиз     | Скок удаљ    | 8,21         | 8,10 КВ, ЛРС    | 2.            | 7,50                  | 8 / 15     |                       |              |        |
| Еусебио Касерес       | Скок удаљ    | 8,08         | 7,71            | 11.           | Нису се квалификовали | 13 / 15    |                       |              |        |
| Борха Вивас           | Бацање кугле | 17,63        | 18,94           | 18.           | Нису се квалификовали | 18 / 23    | [ мртва веза ]        |              |        |

- Такмичари који су обележени бројем трчали су и у појединачним дисциплинама.

### Жене
| Атлетичарка         | Дисциплина   | Лични рекорд | Квалификације | Квалификације | Финале                | Финале                | Детаљи |
| Атлетичарка         | Дисциплина   | Лични рекорд | Резултат      | Место         | Резултат              | Место                 | Детаљи |
| ------------------- | ------------ | ------------ | ------------- | ------------- | --------------------- | --------------------- | ------ |
| Исабел Масијас      | 1.500 м      | 4:08,80      | 4:11,53 КВ    | 2. у гр. 1    | 4:22,40               | 6 / 13 (16)           |        |
| Паула Гонзалес      | 3.000 м      | 9:01,37      | 9:31,09       | 11. у гр. 1   | Није се квалификовала | 9 / 15 (16)           |        |
| Рут Беитија         | Скок увис    | 2,01 НР      | 1,92 кв       | 7.            | 1,95 ЛРС              | 6 / 18 (21)           |        |
| Concepción Montaner | Скок удаљ    | 6,78         | 6,37          | 15.           | Није се квалификовала | 15 / 18 (21)          |        |
| Патрисија Сарапио   | Троскок      | 6,78         | Без пласмана  | Без пласмана  | Није се квалификовала | Није се квалификовала |        |
| Урсула Руиз         | Бацање кугле | 17,63        | 16,43         | 15.           | Није се квалификовала | 15 / 17 (18)          |        |